# نادي المجزل
نادي المجزل هو أحد أندية الدرجة الثالثة تأسس النادي عام 1395هـ في مدينة تمير بالمملكة العربية السعودية. وألوانه هي الأصفر والأحمر والأسود، وللنادي نشاطات رياضية وثقافية واجتماعية. وسبب تسمية نادي المجزّل يعود إلى سلسلة جبال تقع شمال تمير وهي مشهورة في المنطقة.

## صعود النادي
صعد نادي المجزل للدوري الممتاز للمرة الأولى في تاريخه 16 رجب 1437 هـ - 23 أبريل 2016م بعد فوزه على نادي الجيل بثلاثة أهداف دون مقابل وحقق لقب دوري الدرجة الأولى للمره الأولى في تاريخه
لكن الاتحاد السعودي لكرة القدم أعلن عن هبوط نادي المجزل إلى الدرجة الثانية بعد ثبوت مخالفته للفقرة الثانية من المادة الخامسة والسبعين من لائحة الانضباط، مع فرض غرامة مالية عليه بقيمة (500) ألف ريال وذلك على خلفية قضية التلاعب في مباريات دوري أندية الدرجة الأولى. [بحاجة لمصدر]